# イデアル (輸入車販売)
イデアルは、仙台市を拠点とする自動車販売会社である。
輸入車の正規販売店としてイタリア4ブランドとフランス3ブランド、アメリカ合衆国2ブランド、スウェーデン1ブランドの乗用車を扱っているほか、中古車販売店を経営するなどしている。

## 沿革
- 1996年（平成8年）7月2日 - イデア（資本金1,000万円）を設立。
- 1997年（平成9年）1月 - フィアットオートジャパンと正規代理店契約を締結。
  - 9月 - インチケープ・プジョー・ジャパンと正規代理店契約を締結。
- 1998年（平成10年）6月 - 社名を「アレーゼ仙台」に変更。
- 1999年（平成11年）4月 伊・仏車専門の中古車センター「Passo」オープン。
- 2000年（平成12年）8月 - 本社及びアレーゼ仙台店舗を移転。（敷地面積　1360坪）
  - 10月 - 中古車事業の店舗の統一性を図るため、輸入車・国産車の中古車センター「J.Passo店」オープン。
- 2001年（平成13年）11月 - 「アレーゼ仙台」より「イデアル」に社名変更。
- 2002年（平成14年）4月 - シトロエン・ジャポンと正規代理店契約を締結。県内唯一のシトロエン正規ディーラーとなった。
- 2005年（平成18年）5月 - 本社屋、プジョーショールーム、アルファロメオショールーム、本社工場、中古車展示場を集約。「プジョー仙台」「アルファロメオ仙台」「イデアル仙台店」「イデアル本社工場」（総面積6,400m2）
- 2006年（平成18年）11月 - コーンズとの正規代理店契約に基づき、ショールームとサービス工場オープン。「マセラティショールーム」「フェラーリ社認定ワークショップ」（総面積1,650m2）
- 2010年（平成22年）1月 - J.Passo店が「カーセブン仙台東店」としてリニューアルオープン。
- 2011年（平成23年）2月 - クライスラー日本と正規代理店契約に基づき「クライスラー・ジープ・ダッジ仙台」オープン。
- 2012年（平成24年）6月 - 不動産関連会社「イデアル商事」を設立。
  - 8月 - 本社総合輸入中古車展示場（ideal仙台店）拡張。（総面積7,485m2）
- 2013年（平成25年）5月 - 「アバルト仙台開設準備室」開設、アバルト車販売開始。
  - 6月 - ボルボ・カー・ジャパンと正規代理店契約に基づき、「ボルボ・カー仙台泉」オープン。
  - 8月 - 札幌市に、北海道進出第一号複合型拠点オープン。「プジョー札幌西」「シトロエン札幌西」「ideal札幌店」「イデアル札幌工場」（総面積6,408m2）
- 2014年（平成26年）10月 - 秋田市に「フィアット秋田/アルファロメオ秋田」「クライスラー秋田/ジープ秋田」「ボルボ・カー秋田」をオープンし、秋田県に初進出。

## 店舗
ideal仙台店
- ジープ仙台
- プジョー仙台
- シトロエン仙台
- DSサロン仙台
- フィアット仙台
- アバルト仙台
- カーセブン仙台東

ideal仙台泉店
- プジョー仙台泉
- アルファロメオ仙台泉/フィアット仙台泉
- ボルボ・カー仙台泉
- フェラーリ仙台サービスセンター

ideal札幌店
- プジョー札幌西
- シトロエン札幌西

- フィアット秋田/アルファロメオ秋田
- クライスラー秋田/ジープ秋田
- ボルボ・カー秋田